# جيف ووكر (لاعب كرلنغ)
جيف ووكر هو لاعب كرلنغ كندي، ولد في 28 نوفمبر 1985 في Beaverlodge ‏ في كندا.

## وصلات خارجية
- جيف ووكر على موقع الاتحاد الدولي للكرلنغ (الإنجليزية)
- جيف ووكر على موقع اللجنة الأولمبية الدولية (الإنجليزية)
- جيف ووكر على موقع أوليمبيديا (الإنجليزية)
- جيف ووكر على موقع اللجنة الأولمبية الكندية (الإنجليزية)